# Galu Darreh
Galu Darreh (en persan : گلودره romanisé en Galū Darreh) est un village de la province de Kermanshah en Iran. Lors du recensement de 2006, sa population était de 164 habitants pour 36 familles.